# Simopone
Simopone é um gênero de insetos, pertencente a família Formicidae.

## Espécies
- Simopone amana Bolton & Fisher, 2012
- Simopone annettae Kutter, 1976
- Simopone bakeri Menozzi, 1926
- Simopone brunnea Bolton & Fisher, 2012
- Simopone chapmani Taylor, 1966
- Simopone conradti Emery, 1899
- Simopone consimilis Bolton & Fisher, 2012
- Simopone dignita Bolton & Fisher, 2012
- Simopone dryas Bolton & Fisher, 2012
- Simopone dux Bolton & Fisher, 2012
- Simopone elegans Bolton & Fisher, 2012
- Simopone emeryi Forel, 1892
- Simopone fera Bolton & Fisher, 2012
- Simopone fulvinodis Santschi, 1923
- Simopone grandidieri Forel, 1891
- Simopone grandis  Santschi, 1923
- Simopone gressitti  Taylor, 1965
- Simopone inculta Bolton & Fisher, 2012
- Simopone laevissima  Arnold, 1954
- Simopone latiscapa Bolton & Fisher, 2012
- Simopone marleyi  Arnold, 1915
- Simopone matthiasi  Kutter, 1977
- Simopone mayri Emery, 1911
- Simopone merita Bolton & Fisher, 2012
- Simopone miniflava Bolton & Fisher, 2012
- Simopone nonnihil Bolton & Fisher, 2012
- Simopone occulta Bolton & Fisher, 2012
- Simopone oculata  Radchenko, 1993
- Simopone persculpta Bolton & Fisher, 2012
- Simopone rabula Bolton & Fisher, 2012
- Simopone rex Bolton & Fisher, 2012
- Simopone schoutedeni  Santschi, 1923
- Simopone sicaria Bolton & Fisher, 2012
- Simopone silens Bolton & Fisher, 2012
- Simopone trita Bolton & Fisher, 2012
- Simopone vepres Bolton & Fisher, 2012
- Simopone victrix Bolton & Fisher, 2012
- Simopone wilburi Weber, 1949